# South African Orienteering Federation
Die South African Orienteering Federation (abgekürzt SAOF) ist der nationale Orientierungslaufverband Südafrikas. Er wurde 1983 gegründet und ist seit 1992 Mitglied des Internationalen Orientierungslaufverbandes (IOF). Der Verband ist Mitglied im South African Sports Confederation and Olympic Committee (SASCOC).

## Geschichte
Nach ersten Orientierungslaufveranstaltungen 1981 in Kapstadt und 1982 in Johannesburg und den ersten Gründungen von Orientierungslaufvereinen in Südafrika wurde 1983 die SAOF gegründet. Noch im selben Jahr wurden bei Kapstadt die ersten südafrikanischen Meisterschaften ausgetragen, die seitdem jährlich stattfinden. Aufgrund der in Südafrika herrschenden Apartheid wurde die SAOF nicht in den Weltverband IOF aufgenommen. Erst nach der politischen Wende Anfang der 1990er Jahre wurde die SAOF 1992 aufgenommen. Im Jahr darauf starteten in den Vereinigten Staaten erstmals Athleten aus Südafrika bei den Orientierungslauf-Weltmeisterschaften.

## Vereine
Es existieren gegenwärtig (Stand 2013) acht Orientierungslaufvereine in Südafrika. Vier davon, nämlich die Klubs Adventure Racing Club, RAC Orienteers, Rand Orienteering Club und der Wits Orienteering Club sind in Johannesburg beheimatet. Aus Kapstadt stammen die Klubs Peninsula Orienteering Club und UCTMSC. Der Verein Tukkies Orienteering Club hat seinen Sitz in Pretoria, der Durban Orienteering Club in Durban.